# Zabrega (Malo Crniće)
Zabrega (em cirílico:Забрега) é uma vila da Sérvia localizada no município de Malo Crniće, pertencente ao distrito de Braničevo, na região de Stig. A sua população era de 247 habitantes segundo o censo de 2002.

## Demografia
| 1948 | 1953 | 1961 | 1971 | 1981 | 1991 | 2002 |
| ---- | ---- | ---- | ---- | ---- | ---- | ---- |
| 404  | 399  | 426  | 417  | 417  | 387  | 247  |